# Kamieński
Kamieński là một huyện thuộc tỉnh Zachodniopomorskie của Ba Lan. Huyện có diện tích 1003 km². Đến ngày 1 tháng 1 năm 2011, dân số của huyện là 47672 người và mật độ 48 người/km².